# Macrostemum fenestratum
Macrostemum fenestratum är en nattsländeart som först beskrevs av Albarda in Veth 1881.  Macrostemum fenestratum ingår i släktet Macrostemum och familjen ryssjenattsländor. Inga underarter finns listade i Catalogue of Life.